# John Wilbur Dwight

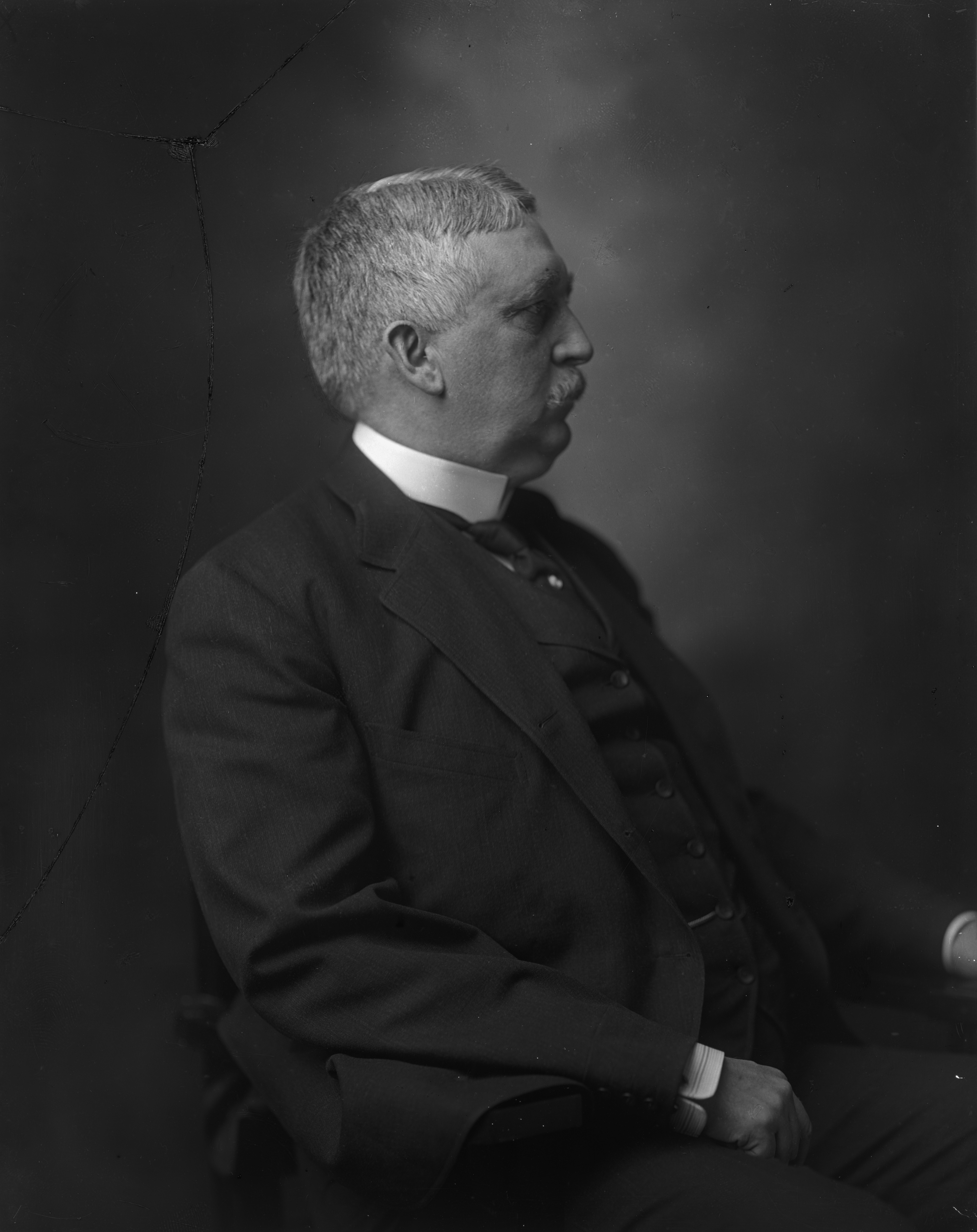
John W. Dwight

John Wilbur Dwight (* 24. Mai 1859 in Dryden, New York; † 19. Januar 1928 in Washington, D.C.) war ein US-amerikanischer Politiker. Zwischen 1902 und 1913 vertrat er den Bundesstaat New York im US-Repräsentantenhaus. Der Kongressabgeordnete Jeremiah W. Dwight war sein Vater.

## Werdegang
John Wilbur Dwight wurde ungefähr zwei Jahre vor dem Ausbruch des Bürgerkrieges im Tompkins County geboren. Er besuchte öffentliche Schulen. In der Folgezeit ging er in Vorbereitung auf das Yale College in New Haven (Connecticut) Vorstudien nach, gab allerdings 1879 seinen Plan auf, um in das Bauholzgeschäft in Clinton (Iowa) einzusteigen. Kurz danach zog er nach Nord-Wisconsin, wo er weiter im Bauholzgeschäft tätig war, aber auch in der Landwirtschaft. 1884 kehrte er nach Dryden zurück. Nach dem Tod seines Vaters 1885 wurde er Präsident der Dwight Farm & Land Company. Politisch gehörte er der Republikanischen Partei an. Er nahm 1888, 1892, 1900, 1904 und 1920 als Delegierter an den Republican National Conventions teil.
In einer Nachwahl im 26. Wahlbezirk von New York wurde er in den 57. Kongress gewählt, um dort die Vakanz zu füllen, die durch den Rücktritt von George W. Ray entstand. Seinen Sitz im US-Repräsentantenhaus nahm er am 4. November 1902 ein. Bei den Kongresswahlen des Jahres 1902 für den 58. Kongress wurde er im 30. Wahlbezirk von New York in das US-Repräsentantenhaus in Washington D.C. gewählt, wo er am 4. März 1903 die Nachfolge von James Wolcott Wadsworth antrat. Er wurde vier Mal in Folge wiedergewählt und schied dann nach dem 3. März 1913 aus dem Kongress aus. Während seiner Kongresszeit war er Majority Whip (61. Kongress) und Minority Whip (62. Kongress) der republikanischen Fraktion.
Nach seiner Kongresszeit blieb er in Washington D.C. 1913 wurde er Präsident der Virginia Blue Ridge Railway Company – ein Posten, den er bis zu seinem Tod am 19. Januar 1928 innehatte. Sein Leichnam wurde dann auf dem Rock Creek Cemetery beigesetzt.

## Hinweise
1. ↑  Majority Whip ist der stellvertretende Fraktionsvorsitzender der Regierungspartei, zuständig für die Fraktionsdisziplin.
2. ↑  Minority Whip ist der stellvertretende Fraktionsvorsitzender der Oppositionspartei, zuständig für die Fraktionsdisziplin.